# Ptilodactyla crenuatostriata
Ptilodactyla crenuatostriata is een keversoort uit de familie Ptilodactylidae. De wetenschappelijke naam van de soort is voor het eerst geldig gepubliceerd in 1868 door Redtenbacher.